# Qatar Steel
Qatar Steel (anciennement QASCO) a été créée en 1974. Il s'agissait alors de la comme la première usine sidérurgique intégrée du Golfe Persique. La production commerciale au Qatar a commencé en 1978, et la société fut entièrement acquise par Industries Qatar en 2003.

## Organisation de la Société
Toutes les aciéries de la Qatar Steel Company sont construites autour d'un procédé de réduction directe de type Midrex combiné avec un four à arc électrique, une coulée continue et des laminoirs à chaud. Parmi les installations périphériques sont inclus des jetées, une sous-station électrique, un centre de contrôle qualité, des centres de maintenance, des usines de gestion de l’eau douce de l'air conditionné et du gaz naturel, ainsi qu'un poste de secours. 
Qatar Steel Company est classée parmi les quatre principaux producteurs d’acier du Moyen-Orient par le MEED. Son principal site de production au Qatar est situé dans la ville industrielle de Mesaieed, 45 km au sud de Doha. En dehors du Qatar, la société est présente aussi aux Émirats arabes unis par sa filiale Qatar Steel Company FZE.

## Histoire
Qatar Steel est le nouveau[Quand ?] nom de la société et la dénomination commerciale de Qatar Steel Company, QSC. La société fut créée le 14 octobre 1974 par le décret no 130 de l’Émir, sous son vieux nom QASCO, comme le premier site sidérurgique intégré du Golfe Persique. Il s’agissait d’une coentreprise associant Gouvernement du Qatar (70 %) et deux sociétés japonaises, Kobe Steel (20 %) et Tokyo Boeki (10 %). Qasco commença sa production d’acier en 1978 et en 1997, la participation de Kobe Steel et Tokyo Boeki étant ensuite acquis en 1997 par le Gouvernement du Qatar, pour être transférés plus tard[Quand ?] à Qatar Petroleum et enfin à Industries Qatar (IQ) en avril 2003, à l'occasion d'une réorganisation.

### Chronologie
| Année | Étape importante |
| 1974  | Qatar Steel est créée le 14 octobre sous le nom QASCO[note 1]. |
| 1978  | Début de la production d'acier. |
| 1981  | Production du premier million de tonnes de minerai de fer préréduit[note 2], d'acier liquide au four électrique, de métal coulé à la coulée continue et laminé aux laminoirs à froid. |
| 1989  | Production de 5 millions de tons d'acier sur l'ensemble des sites de production. |
| 1991  | Certification Japanese Industrial Standards (JIS). |
| 1995  | Certification ISO 9002. |
| 1997  | Rachat par le Gouvernement du Qatar des participations japonaises. |
| 1999  | Réception du four électrique 3 (EAF3) d'avec une capacité de 622 000 tonnes. Certification ISO 14001. |
| 2002  | Gagne une accréditation du Environmental Management Programme ISO 14001. |
| 2003  | Devient parte de IQ (Industries Qatar)[2]. Célébration du 25e anniversaire. Adoption d'Oracle e-Business Suite pour l'amélioration de la productivité[3]. Acquisition de la certification SASO de l'Arabie saoudite[4]. Production de 15 millions de tonnes d'acier liquide et de barres. |
| 2007  | Dévoile sa nouvelle identité par son nouvel nom Qatar Steel avec le slogan « We Make Steel Matter »[5]. |
| 2008  | Célébration de 30 ans d'affaires[6]. Cité parmi les quatre majeurs producteurs d'acier au Moyen-Orient par MEED[1]. |

## Engagement pour l’environnement
Comparée à d'autres sociétés d’acier, l’avantage de Qatar Steel consiste dans le fait que ses pôles de production sont basés sur la réduction directe, qui utilise des énergies plus propres. Diverses méthodes de recyclage et de réutilisation des déchets de la production viennent d'être appliquées, en fondant son procédé de production industrielle sur l’utilisation de matières premières propres et une technique de fabrication d’acier qui minimise les émissions de gaz à effet de serre.
Environment Management Program
En suivant un Programme de Management Environnemental, l’entreprise s'est concentrée sur la limitation des émissions de poussières, avec l'adoption des meilleures technologies disponibles dans les années 1970. La rénovation des systèmes de captage et filtration est un des objectifs de l'Environment Management Program.
Dans le cadre de la gestion des déchets, Qatar Steel continue d'étudier diverses options pour la réutilisation/recyclage de ses déchets de production. La pelettisation des poussières de pré-réduit et de four électrique, le recyclage des briques réfractaires et l'extraction de fer à partir de scories sont quelques-uns des programmes en cours d'achèvement. L'utilisation des pneus usagés comme une source de carbone dans le processus de fusion d'acier est une autre réalisation dans cette direction. Ce projet pourrait contribuer à résoudre ou bien à réduire un des majeurs problèmes de déchets de la communauté.
ISO 140012004
La Société adopte le nouvel Programme Management Environnemental ISO 14001:2004 comme un autre pas vers les standards de l’Environnement adoptés globalement. L’alignement des objectifs et des paramètres environnementaux avec les objectifs HSE  de la Société sont considérés des étapes importantes de Qatar Steel Company pendant cette période de transition .

## Siège aux Émirats arabes unis
Qatar Steel Company FZE a été fondée en août 2003 pour produire des barres d’acier. 
La société exploite deux sites de production dans son pôle industriel de 60 000 m2 en zone franche Jebel Ali, tout près de Dubaï: une aciérie moderne de production de fil d’une capacité de 240 000 tonnes annuelles, et l’aciérie à ronds à béton avec une capacité annuelle de 50 000 tonnes. Cette dernière sera bientôt remplacée par une nouvelle aciérie construite par VAI–POMINI avec une capacité de production de 300 000 tonnes.

## Liens Externes
- Qatar Steel Corporate Website, About Us
- GulfBase, Qatar Steel bags Meed award for top producers
- GulfConstructionOnline.com,  « Qatar Steel eyes capacity expansion »(Archive.org • Wikiwix • Archive.is • Google • Que faire ?)

## Sources
- (en) Cet article est partiellement ou en totalité issu de l’article de Wikipédia en anglais intitulé « Qatar Steel » (voir la liste des auteurs).